# Сан Франсиско Кобен, Сентро де Реабилитасион Сосијал (Кампече)
Сан Франсиско Кобен, Сентро де Реабилитасион Сосијал (шп. San Francisco Kobén, Centro de Rehabilitación Social) насеље је у Мексику у савезној држави Кампече у општини Кампече. Насеље се налази на надморској висини од 10 м.

## Становништво
Према подацима из 2010. године у насељу је живело 978 становника.

### Хронологија
| Година       | 2000 | 2005 | 2010 |
| ------------ | ---- | ---- | ---- |
| Становништво | 855  | 1072 | 978  |

### Попис
| # | Индикатор                     | Вредност |
| - | ----------------------------- | -------- |
| 1 | Укупно домаћинстава           | 1        |
| 2 | Укупно насељених домаћинстава | 1        |
| 3 | Величина локације             | 3        |